# 井川広太郎
井川 広太郎（いかわ こうたろう、1976年9月1日 - ）は、日本の映画監督。神奈川県出身。

## 人物
栄光学園高等学校を経て、一橋大学在学中に、野崎歓に師事し映画理論を学ぶ（後に中退）。
その後、撮影監督として、白川幸司監督作品『眠る右手を』（2003）などに参加。
2006年、初の長編劇場用映画『東京失格』で監督デビュー。同作は、第25回バンクーバー国際映画祭ドラゴン＆タイガーコンペティション出品、第36回ロッテルダム国際映画祭正式招待、Cinema Digital Seoul 2007観客賞受賞、など数々の国際映画祭にて上映されている。

## 監督作品
太字は脚本も担当
- 東京失格（2006）
- キミサラズ（2015）
- 終末の探偵（2022年12月16日公開）[1]

## プロデューサー
- アワ・ブリーフ・エタニティ/OUR BRIEF ETERNITY（2010年）

## 参加作品

### オリジナルビデオ
- 境界カメラ（2018年）出演
- 境界カメラ2（2019年）出演
- 境界カメラ3（2019年）出演
- 境界カメラ4（2019年）出演

### ドラマ
- 心霊マスターテープ（2020年）出演
- 心霊マスターテープ2 〜念写〜（2020年）出演